# جایزه آنی برای کارگردانی در تولید یک فیلم بلند
جایزه آنی برای کارگردانی در تولید یک فیلم بلند (به انگلیسی: The Annie Award for Directing in a Feature Production) (یا جایزه آنی برای کارگردانی در تولید یک محصول بلند پویانمایی (به انگلیسی: Annie Award for Directing in an Animated Feature Production)) یک جایزه آنی است که هر ساله به بهترین فیلم بلند پویانمایی اهدا می‌شود. این جایزه در سال ۱۹۹۶ معرفی شد و به کارگردان برای فیلم‌های سینمایی پویانمایی پاداش می‌دهد.